# The Magic Position
The Magic Position è il terzo album discografico del cantautore inglese Patrick Wolf, pubblicato il 26 febbraio 2007 dall'etichetta discografica Loog Records. 
L'album vede la partecipazione di Marianne Faithfull ed Edward Larrikin dei Larrikin Love, la sorella di Wolf Jo Apps e Derek Apps. L'uscita del disco è stata preceduta dai singoli "Accident & Emergency" e "Bluebells".
The Magic Position raggiunse la #46 posizione nella Official Albums Chart.
Il singolo "The Magic Position" fu commercializzato il 26 marzo 2007.

## Tracce
1. Overture – 4:40
2. The Magic Position – 3:53
3. Accident & Emergency – 3:17 – feat. Edward Larrikin
4. The Bluebell – 1:11
5. Bluebells – 5:17
6. Magpie – 3:57 – feat. Marianne Faithfull
7. The Kiss – 1:05
8. Augustine – 4:19
9. Secret Garden – 1:49
10. Get Lost – 3:17
11. Enchanted – 2:07
12. The Stars – 3:51
13. Finale – 1:57